# Puebla del Maestre
La Puebla del Maestre es una villa y municipio español, perteneciente a la provincia de Badajoz y comunidad autónoma de Extremadura.

## Situación

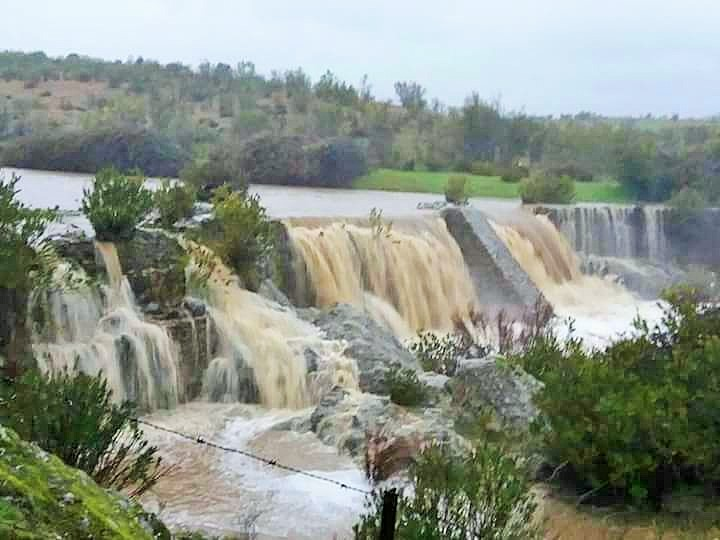
Vista de «La toma»

La Puebla está situada en el extremo meridional de la comarca de la Campiña Sur, en el centro de un área delimitada por Llerena, Montemolín y Monesterio, Trasierra y Casas de Reina.
Pertenece al partido judicial de Llerena, pero queda algo apartada de esta ciudad por la distancia y la orografía, y tiene más contacto en muchos aspectos con los pueblos situados en las sierras del sur de la provincia, como Monesterio y Fuente de Cantos.
Cerca del municipio, y ocupando parte del inmediato de Monesterio, se encuentra el Pantano del Pintado, que embalsa las aguas del río Viar y cuya presa está situada en la provincia de Sevilla. Construido en 1948, ocupa una superficie de 1050 ha y su capacidad es de 213 hm³. Este pantano ha sido un magnífico lugar para practicar la pesca, pero las constantes sequías amenazan con poner fin a esta actividad recreativa.

## Medio físico
El terreno es alomado con algunas elevaciones de mayor entidad como son las sierras de «El Descepado» y  «Los Almendrillos». Respecto a la naturaleza del suelo, alternan las zonas pedregosas con los terrenos donde la arena y la arcilla son dominantes. Recorren el municipio el río Viar, el arroyo Vendobal y otro de menor caudal llamado el Barranco de la Puebla, que atraviesa la villa. En cuanto al clima, es del tipo «mediterráneo subtropical», con inviernos suaves y veranos secos y calurosos en que las temperaturas máximas pueden llegar a los 42 °C.
La vegetación autóctona es del tipo durilignoso, con la encina como árbol más representativo de su bosque esclerófilo mediterráneo. Abundan el tomillo, el romero, el cantueso, el poleo y la aulaga. Y también se encuentran en estas tierras una serie de plantas silvestres de uso culinario como la acedera, los espárragos, los berros, el ajo porro, la tangarina, etc.
Merece especial mención el cultivo más importante de la zona, que son los extensos olivares. La mayor parte de la población se dedica o se ha dedicado a la recolección de la aceituna: tanto la de mesa como la destinada a la almazara para producir aceite, con sus variedades de cañaval, sevillana, picuda, perita, gordal, manzanilla, etc.

## Historia
En 1199, reinando Alfonso IX, la zona fue reconquistada a los árabes, quedando bajo el dominio de la orden militar de Santiago. Pero el núcleo de población no surgió hasta tres siglos después.

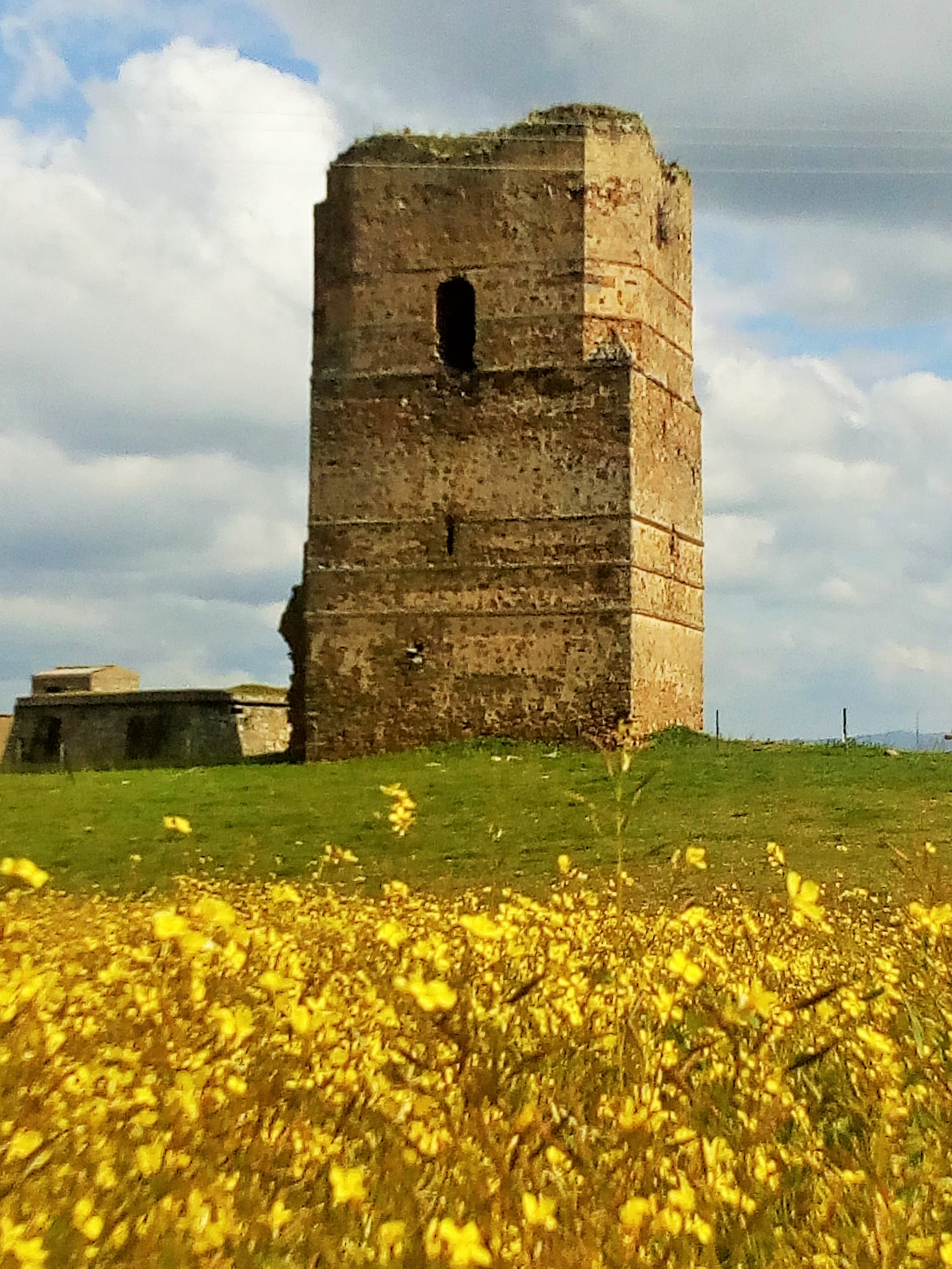
Torreón defensivo del construido por Alonso de Cárdenas

La fundación de la Puebla se debe a Alonso de Cárdenas, maestre de la Orden de Santiago, quien hacia el año 1483 edificó el castillo, iniciando el poblamiento del lugar. En la actualidad, del Castillo de la Puebla del Maestre solo queda la torre del homenaje, erigida en un emplazamiento estratégico como observatorio de la Sierra Morena. De la misma época data la iglesia, que probablemente fue edificada por orden del Maestre para atender a los pobladores que se iban asentando.
También a finales del siglo XV la Puebla obtuvo el villazgo, quedando bajo la jurisdicción señorial de Alonso de Cárdenas, ya fuera por derecho de población o mediante un privilegio concedido por los Reyes Católicos, cuyas armas figuran en el único blasón que se conserva en la localidad. No era una posesión de la Orden de Santiago, sino del maestre a título particular. Junto con Villagarcía, era uno de los dos señoríos autónomos que había entonces como enclaves en la provincia de León de esta Orden.
El Maestre murió en 1493, y le sucedió como señora de la Puebla su hija Juana de Cárdenas, mujer de Pedro Portocarrero el Sordo. Y estos fueron padres de Alonso de Cárdenas y Portocarrero, que fue el I conde de la Puebla del Maestre desde 1506. Sus sucesores en este título (grandes de España desde 1780) fueron señores de la Puebla y su término hasta la abolición de los señoríos en España en la primera mitad del XIX.
Esta villa se llamó primitivamente Puebla de la Fuente, más tarde , Puebla de Hernán González, Puebla de Doña María Ramírez, Puebla de Cárdenas  Puebla del Conde,  y desde el siglo XVIII prevaleció su nombre actual.
A la caída del Antiguo Régimen la localidad se constituyó en municipio constitucional en la región de Extremadura. Desde 1834 quedó integrada en el partido judicial de Fuente de Cantos. En el censo de 1842 contaba con 290 hogares y 1154 vecinos.
En la época de la Segunda República, en 1931, la Puebla tenía 3089 habitantes, y otros 20 más en el Valle del Coto. La economía era básicamente rural: estaba basada en la cría de ganado, la agricultura y la caza.

## Demografía
Puebla del Maestre cuenta con una población de 658 habitantes (INE 2024).
| Gráfica de evolución demográfica de Puebla del Maestre entre 1842 y 2021                                              |
| |
| Población de derecho según los censos de población del INE. Población de hecho según los censos de población del INE. |

## Estructura constructiva
El núcleo central de la Puebla del Maestre tiene una estructura típicamente medieval, con una zona de urbanización concentrada en torno a la iglesia parroquial y predominio de las casas de mampostería encalada.

## Patrimonio

### Iglesia parroquial de «El Salvador del mundo»

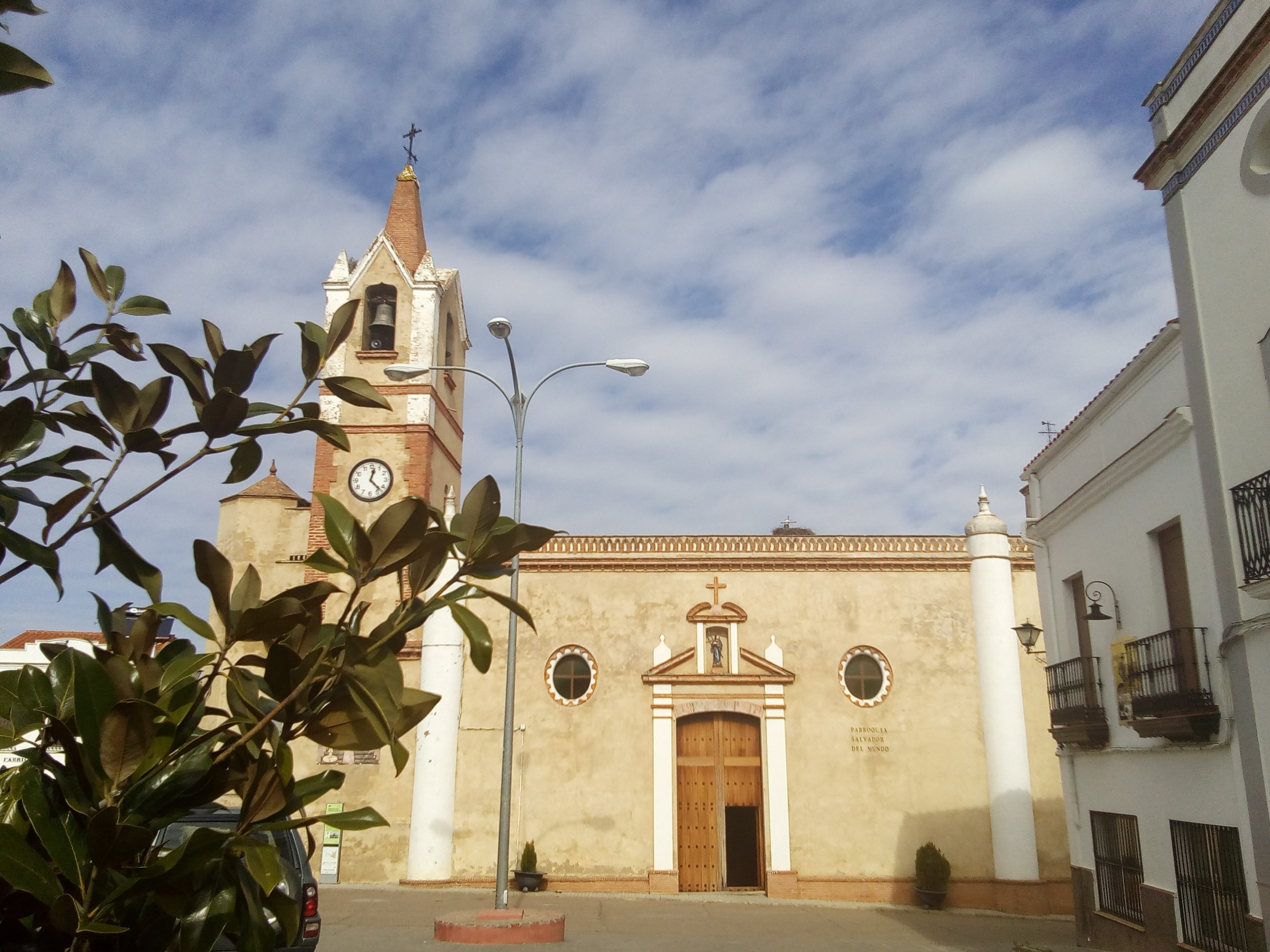
Iglesia parroquial del «Salvador del Mundo»

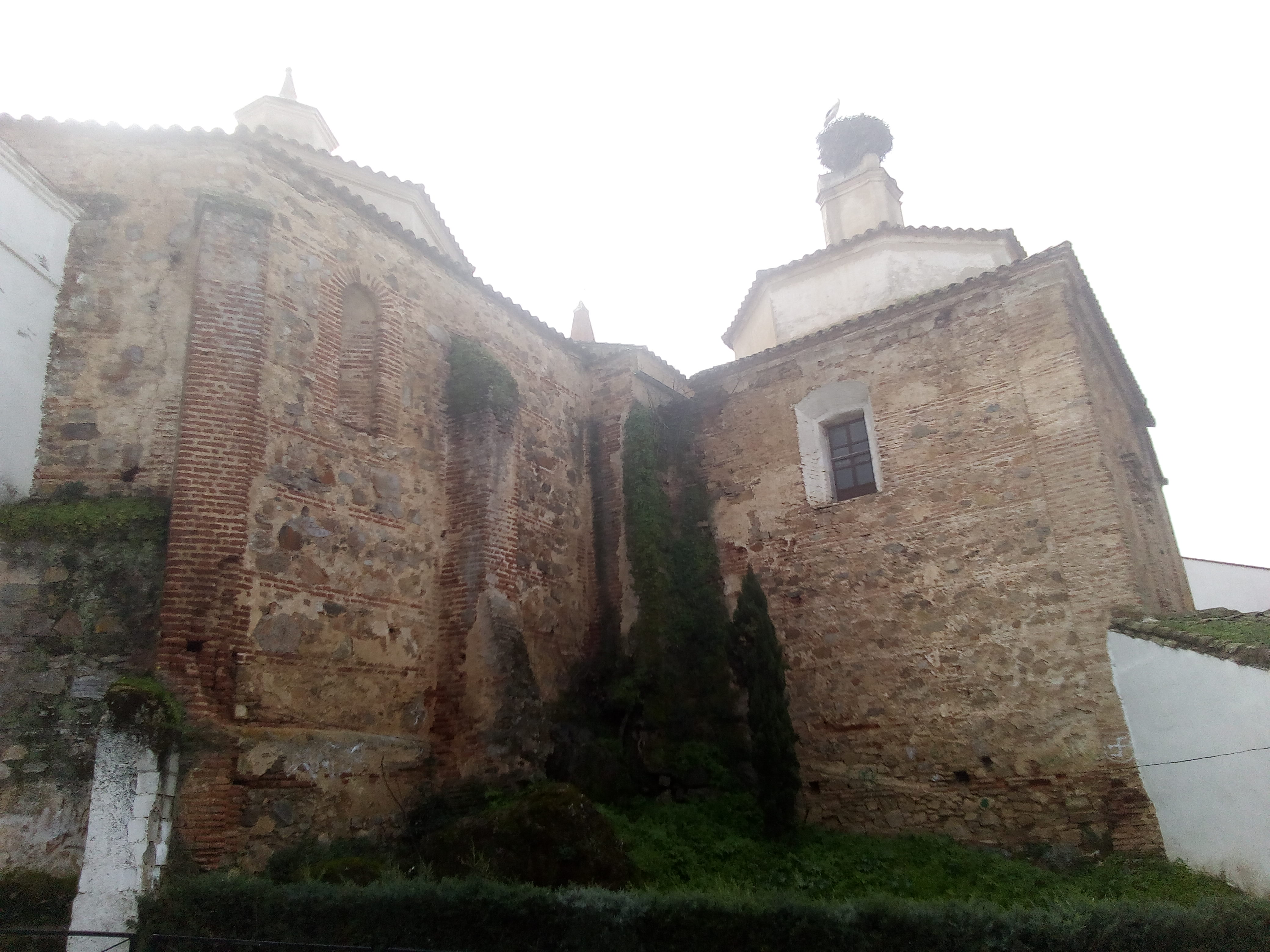
Vista lateral de la iglesia parroquial

La Iglesia parroquial católica bajo la advocación de El Salvador del Mundo, en la Archidiócesis de Mérida-Badajoz. La iglesia parroquial tiene desde 1763 las «Sagradas Reliquias» de la «Pasión de Cristo» regaladas por la Santa Sede a un descendiente de Alonso de Cárdenas por su méritos en el campo de batalla y, tras pasar por sus diferentes herederos, uno de ellos decidió donarla a la iglesia parroquial de la localidad para que fuese venerada por sus habitantes. Estas sagradas reliquias son objetos que han estado íntimamente unidos a la Pasión de Nuestro Señor Jesucristo. El Relicario está compuesto por seis reliquias:  un trozo de la esponja de la que dieron a beber vinagre a Jesús, otro de la Sábana santa, un trozo de cordel con el que ataron a Cristo, una espina de la corona, un trozo del Lignum Crucis y un trozo del manto púrpura que le pusieron a Cristo.

### Colegio público Manuel Duran

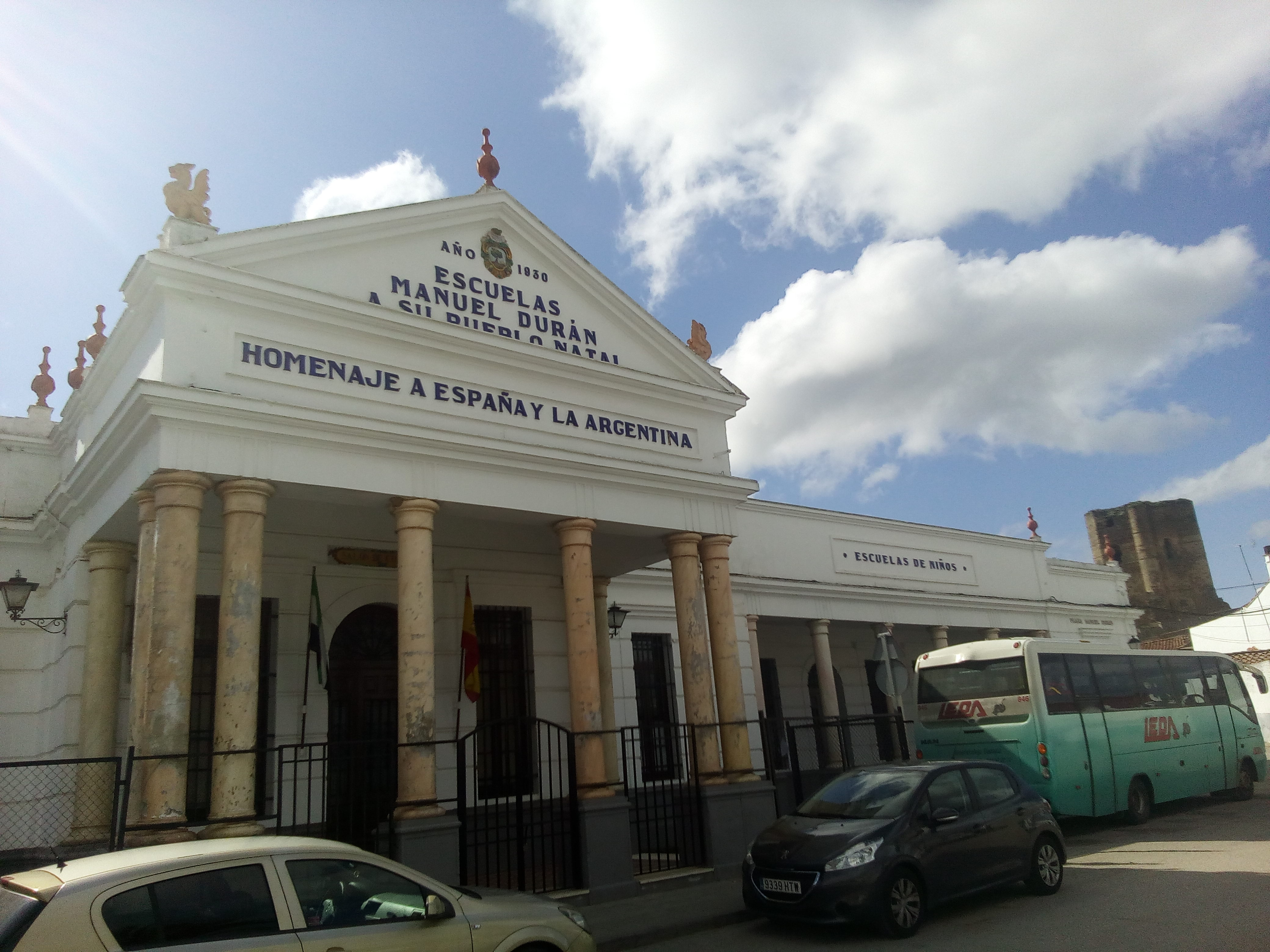
Escuela públicas Manuel Duran

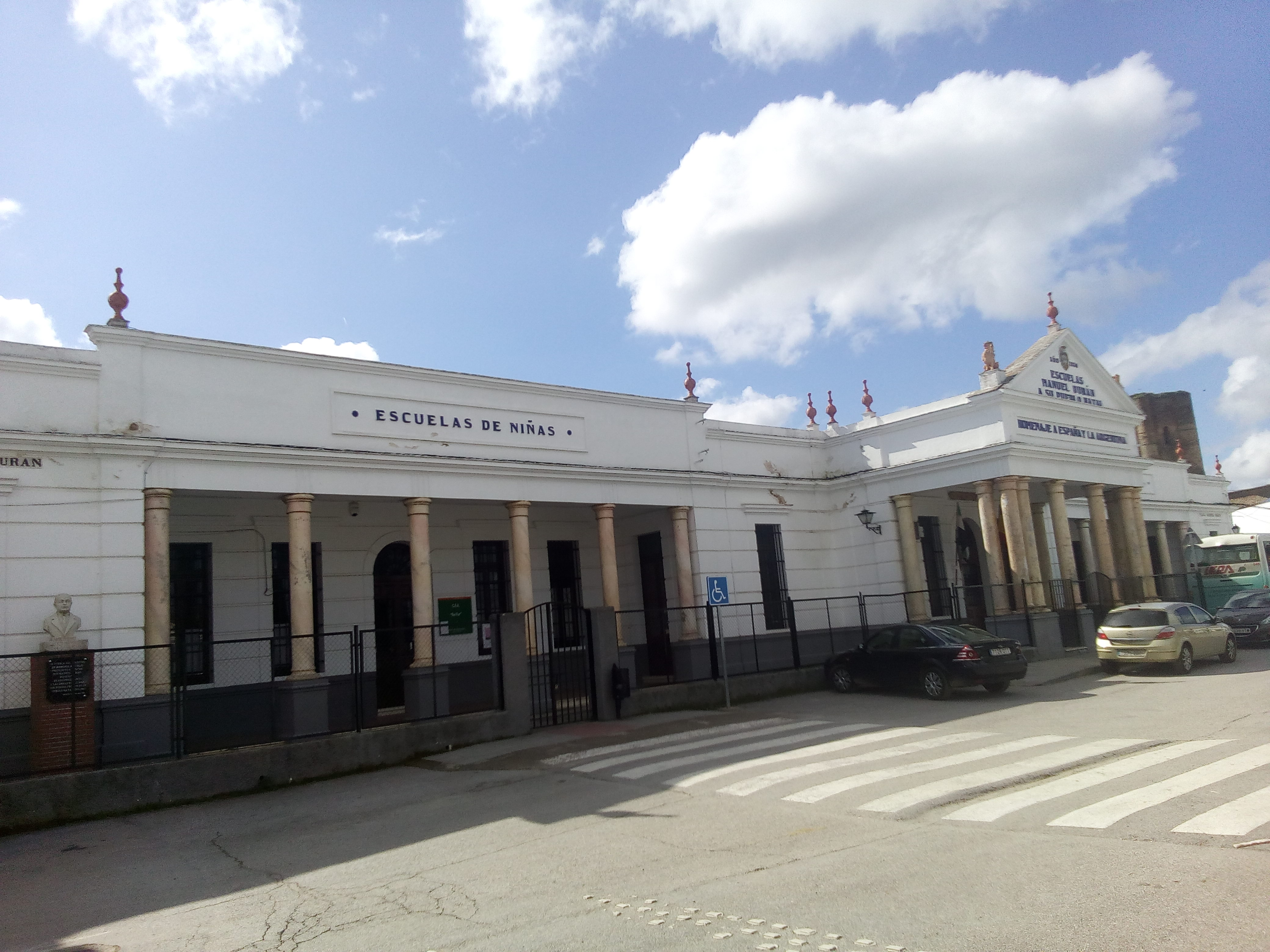
Escuela públicas Manuel Duran

El Colegio público «Manuel Duran», que es uno de los edificios más importante de la localidad y, también, uno de los más emblemáticos de la provincia de Badajoz, construido por el indiano del mismo nombre que tras hacer fortuna en Argentina volvió a su pueblo para financiar la construcción de una carretera que lo comunicase con el resto de poblaciones y reformó la iglesia. La peculiaridad de estas escuelas es que se hicieron a imagen del Palacio del Congreso en Buenos Aires. Es de estilo clasicista y se terminó en 1930. Este mecenas, vecino de la localidad, la dotó de una biblioteca de la que se destacan libros de gran valor literario e histórico.